# Hrvatsko čitateljsko društvo
Hrvatsko čitateljsko društvo (HČD) hrvatska je udruga za poticanje, istraživanje i unaprjeđivanje čitanja i pismenosti. Društvo je osnovano sa svrhom unapređivanja kvalitete izobrazbe čitanja i pismenosti na svim razinama, razvijanja svijesti o utjecaju čitanja i važnosti pismenosti i promicanja razvijanja onog stupnja pismenosti i čitateljskih sposobnosti, koje su u skladu s jedinstvenim mogućnostima svakog pojedinca.

## Povijest
Krajem 1991. godine skupina entuzijasta osniva Hrvatski čitateljski klub. Sljedeće godine osnivaju se podružnice i pokreće glasilo Hrčak. Osnivačka skupština Hrvatskoga čitateljskog društva održana je 1995. godine. Sjedište Društva nalazilo se u Nacionalnoj i sveučilišnoj knjižnici u Zagrebu, a tijekom godina se mijenjalo (Koprivnica, Osijek, Karlovac, Bjelovar) da bi se 2020. društvo vratilo u Zagreb gdje i danas djeluje. Početkom 1997. godine društvo se učlanjuje u Međunarodnu čitateljsku udrugu (International Reading Association (IRA)) i postaje nacionalna podružnica ove udruge koja djeluje u 99 zemalja svijeta. Godine 2001. Hrvatsko čitateljsko društvo dobilo je Nagradu Međunarodne čitateljske udruge za inovativnu promociju čitanja u Europi, a u kolovozu 2005. godine u Zagrebu je organiziralo "14. europsku konferenciju o čitanju". Od 2011. godine društvo izdaje i e-Bilten.
Dosadašnje predsjednice društva bile su: Đurđa Mesić, Dijana Sabolović-Krajina, Sanjica Faletar Tanacković, Maja Krtalić, Vlasta Stubičar, Drahomira Gavranović, Kristina Čunović, Snježana Berak, Karolina Zlatar Radigović i Ksenija Banović.

## Ustroj i djelovanje
Hrvatsko čitateljsko društvo broji preko dvije stotine članova (fizičkih i pravnih osoba) i djeluje u dvadesetak ogranaka diljem Hrvatske. Od svog osnutka organizira stručne skupove s izlaganjima domaćih i stranih predavača, s ciljem promicanja, istraživanja i unapređivanja čitanja i pismenosti u društvu, te izdaje publikacije u obliku biltena, časopisa, zbornika i knjiga svojih članova i prijevode inozemnih autora, udruga i organizacija.
Društvo redovito organizira stručni skup povodom Međunarodnog dana pismenosti (8. rujna), na kojem ugošćuje domaće i strane predavače, stručnjake iz područja pismenosti i čitanja, a i suorganizator je kampanje za poticanje čitanja naglas djeci "Čitaj mi!".

## Vanjske poveznice
Mrežna mjesta
- Hrvatsko čitateljsko društvo, službeno mrežno mjesto
- e-Bilten Hrvatskog čitateljskog društva
- Promotivni letak Hrvatskog čitateljskog društva